# پاچا (مجارستان)
پاچا (به مجاری:  Pacsa) یک شهرداری در مجارستان است که در زالا واقع شده‌است. پاچا ۲۲٫۷۱ کیلومتر مربع مساحت و ۱٬۹۰۴ نفر جمعیت دارد.